# باشگاه فوتبال درویلزدن
باشگاه فوتبال درویلزدن (به انگلیسی: Droylsden Football Club) یک باشگاه فوتبال در شهر درویلزدن، کشور انگلستان است که در سال ۱۸۹۲ میلادی تأسیس شده‌است.